# Могилів-Подільський завод газового обладнання та приладів
Могилів-Подільський завод газового обладнання та приладів — промислове підприємство в західній частині міста Могилів-Подільський Могилів-Подільського району Вінницької області України.

## Історія

### 1944-1991 роки
Після початку Німецько-радянської війни з 23 червня 1941 року почалися повітряні бомбардування міста. 4 липня радянські війська відступили на лівий берег Дністра, 7 липня 1941 року розпочалися бої за Могилів-Подільський. 19 липня 1944 року він був окупований німецько-румунськими військами і включений до складу Румунії. Перед відступом гітлерівців усі промислові підприємства міста було зруйновано. 19 березня 1944 року місто було звільнено радянськими військами. Надалі почалося відновлення міського господарства.
У 1944 році в місті була створена і почала працювати виробнича «Червоний металіст», працівники якої виробляли цвяхи, підкови, сільгоспінструмент та інші металовироби, а також ремонтували механічний годинник і будильники. Після закінчення війни на базі артілі був створений «Могилів-Подільський металообробний завод Металіст». Відповідно до семирічного плану розвитку народного господарства СРСР (1959-1965 роки) завод був повністю переоснащений новим обладнанням і в 1965 році - перетворений на «Могилів-Подільський ремонтно-механічний завод». З цього часу спеціалізацією підприємства стало виготовлення комунального обладнання.
У 1969 році промислові підприємства міста були підключені до єдиної енергосистеми СРСР.
В цілому, за радянських часів завод входив до числа провідних підприємств міста.

### Після 1991 року
Після проголошення незалежності України державне підприємство було перетворено на відкрите акціонерне товариство. В умовах розриву господарських зв'язків та економічної кризи 1990-х років становище підприємства ускладнилося, основною продукцією заводу став випуск газового обладнання (клапани, фільтри, інструменти для вимірювання та регулювання тиску газу в системах газопостачання, газорозподільні установки та ін.) і він був перейменований на «Могилів-Подільський завод газового обладнання та приладів».
У травні 1995 року Кабінет міністрів України ухвалив рішення про приватизацію заводу.
Економічна криза, що почалася в 2008 році погіршила становище підприємства, але в 2012 році його становище стабілізувалося - незважаючи на скорочення обсягів виробництва промислового обладнання, завод відновив виробництво опалювальних котлів та колосників, а крім того, освоїв у 2012 році виготовлення тротуарної плитки.
У вересні 2012 року була спроба рейдерського захоплення заводу.
Після перемоги Євромайдана і початку бойових дій на сході України навесні 2014 року відносини між Україною та Росією ускладнилися, ціни на природний газ збільшилися, почався перехід на використання твердопаливних опалювальних установок, що призвело до скорочення попиту обладнання для газорозподільних мереж.
В результаті становище заводу знову погіршилося. 18 травня 2015 року господарський суд Вінницької області порушив справу № 902/699/15 про банкрутство заводу газового обладнання та приладів.

## Додаткова інформація
За радянських часів до складу заводу входили чотири основні виробничі ділянки (підготовча, механічна обробка деталей, ливарна, складальна) та чотири допоміжні ділянки (інструментальна, ремонтно-механічна, будівельна, енергетична), а також адміністративні, службові, підсобні та складські приміщення.